# Decaspermum urvillei
Decaspermum urvillei är en myrtenväxtart som först beskrevs av Dc., och fick sitt nu gällande namn av Andrew John Scott. Decaspermum urvillei ingår i släktet Decaspermum och familjen myrtenväxter. Inga underarter finns listade i Catalogue of Life.